# Тамуров Пантелій Варламович
Пантелій Варламович Тамуров (14 жовтня 1896, Улакли — 10 жовтня 1976, Саратов) — архітектор Донецька, Заслужений будівельник СРСР.

## Біографія
Народився 14 жовтня 1896 року в селі Улаклах (тепер Великоновосілківського району Донецької області). Етнічний грек.
Брав участь у Першій світовій війні і в Громадянській війні в Росії. У мирний час, закінчивши будівельний інститут, очолив «Сталінбуд». На початку 1930-х керував будівництвами і проектами міста та області. Був автором найзначніших споруд Донецька. Коли у Сталіно приїхав нарком Серго Орджонікідзе, він був захоплений розмахом будівництва та нагородив архітектора автомобілем М-1.
В 1938 році Тамурова оголосити ворогом народу і засудити до смертної кари. В останній момент розстріл замінили п'ятнадцятьма роками позбавлення волі. Він потрапив до Норильська, на будівництво металургійного комбінату. 10 грудня 1955 року військова колегія реабілітувала Тамурова, але в Донецьку він більше не працював. Зодчий знову потрапив до Норильська, але вже на керівну посаду.
Останні роки життя працював головним архітектором Саратова. Помер 10 жовтня 1976 року. Похований у Саратові поруч з Миколою Чернишевським.

## Нагороди, пам'ять

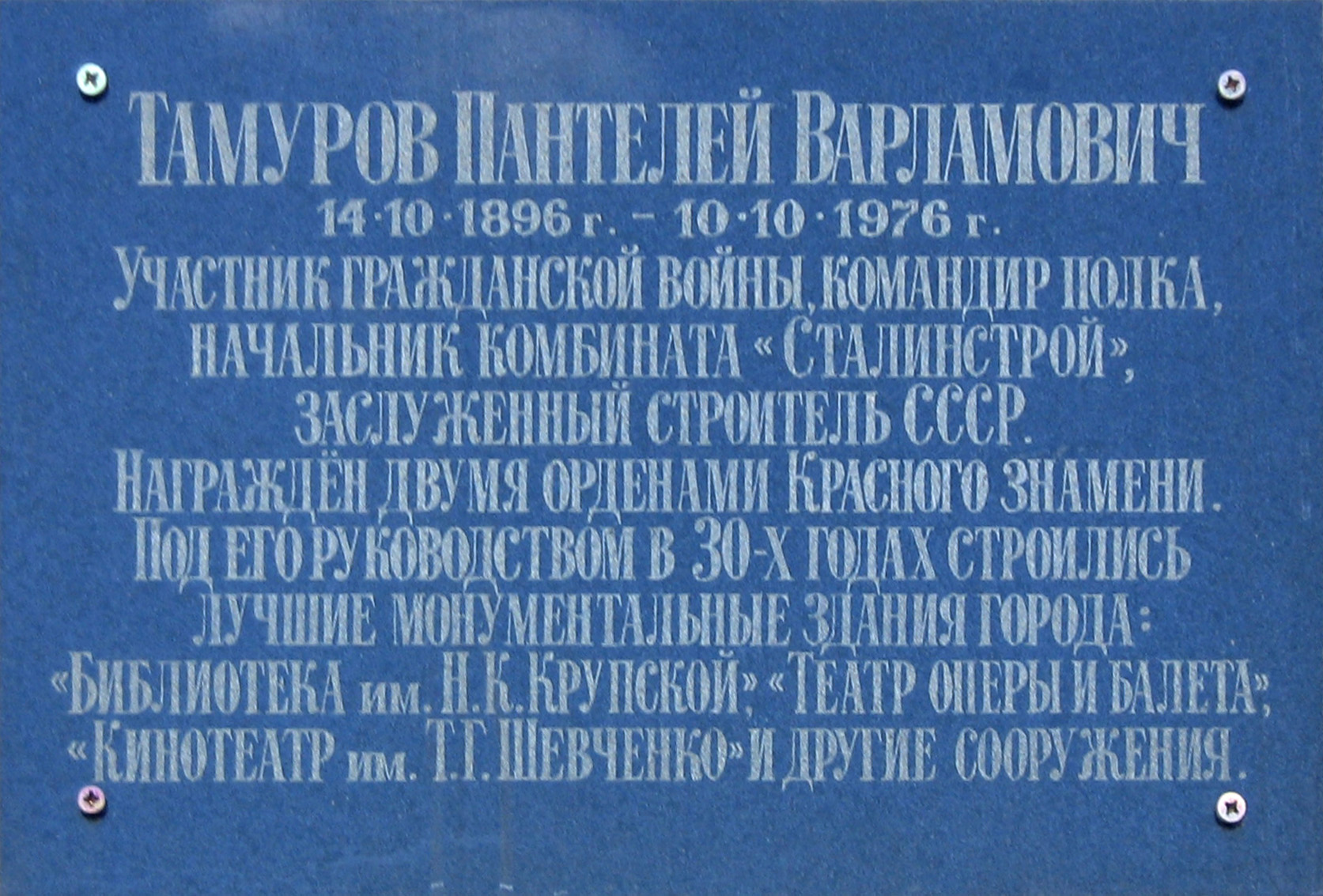
меморіальна дошка

В Першу світову війну нагороджений Георгіївським хрестом, в Громадянську війну в Росії — двома орденами Червоного Прапора.
Почесний громадянин Норильська і Саратова.
26 серпня 2009 року за ініціативи Донецького товариства греків імені Федіра Стамбулжи на будівлі Обласної бібліотеки імені Крупської в Донецьку, за адресою вул. Артема, 84 була встановлена меморіальна дошка на честь Пантелія Тамурова.